# Chanithus validicornis
Chanithus validicornis är en insektsart som först beskrevs av Stsl 1859.  Chanithus validicornis ingår i släktet Chanithus och familjen Dictyopharidae.
Artens utbredningsområde är Spanien. Inga underarter finns listade i Catalogue of Life.